# Miopithecus
Il cercopiteco nano (Miopithecus, Geoffroy Saint-Hilaire, 1862) è un genere di primati della famiglia Cercopithecidae.

## Sistematica
Il genere comprende due specie:
- Miopithecus talapoin - cercopiteco nano del sud
- Miopithecus ogouensis - cercopiteco nano del nord

## Descrizione
È la più piccola scimmia del Vecchio Mondo: Presenta un notevole dimorfismo sessuale. La lunghezza del corpo è tra 32 e 45 cm. Il peso medio è 1,3 kg per il maschio e 0,8 kg per la femmina.

Sul dorso il mantello è grigio-verde, sul lato ventrale bianco-grigio. La testa è rotonda, il muso corto e la faccia glabra.

## Biologia
È un animale diurno e arboricolo. Il cercopiteco nano è onnivoro. Buon nuotatore, cerca il cibo anche nell'acqua: la sua dieta è costituita da frutta, semi, piante acquatiche, insetti, uova, piccoli vertebrati e molluschi.
Costituiscono gruppi numerosi, formati da 60 a 100 individui, che durante l'attività diurna alla ricerca del cibo si dividono in gruppi più piccoli. Al contrario dei veri cercopitechi, il cercopiteco nano non è un animale territoriale. Il periodo di gravidanza è stato stimato in 160 giorni e usualmente nasce un solo piccolo, che diviene indipendente in tre mesi. La longevità osservata in cattività può raggiungere 28 anni.

## Distribuzione e habitat
L'areale è nell'Africa centro-occidentale e comprende il Camerun, il Gabon, la Repubblica del Congo e parte della Repubblica Democratica del Congo e dell'Angola. L'habitat è la foresta pluviale in vicinanza (a non più di 1 km) di corsi d'acqua.